# Gente Asesores Publicitarios
Gente Asesores Publicitarios, más conocida como Gente, es una agencia de publicidad ubicada en Alicante (España). Fundada en 1988, es la agencia más antigua en dicha ciudad, habiendo recibido premios durante sus 20 años en el sector. 

## Historia
Gente ha trabajado para clientes como el Patronato de Turismo de Alicante, el Ayuntamiento de Alicante, Caja Mediterráneo, UNICEF, Turrones El Lobo o 1880.
En 2001 impulsó el nacimiento y desarrollo de Medial Central de Medios y Publicidad. La agencia de medios alicantina planifica, gestiona, compra espacios en medios de comunicación y controla las inserciones de cada campaña publicitaria.

## Premios
- 1994. Sol de bronce. Festival de San Sebastián.
- 1994. León de bronce. Festival de Cannes.
- 1995. Medalla de bronce. New York Festivals.
- 2003. 3 Premios ALCe.
- 2005. 3 Premios ALCe.
- 2006. 3 Premios ALCe.
- 2007. 1 Premio ALCe.
- 2008. Mención Especial FITUR.